# São Sebastião (Ponta Delgada)
São Sebastião é uma freguesia portuguesa do município de Ponta Delgada,  com 3,2 km² de área e 4050 habitantes (censo de 2021). A sua densidade populacional é 1 265,6 hab./km².
Até 20 de junho de 2003 a sua designação oficial era Matriz.

## Demografia
A população registada nos censos foi:
| Distribuição da População por Grupos Etários | Distribuição da População por Grupos Etários | Distribuição da População por Grupos Etários | Distribuição da População por Grupos Etários | Distribuição da População por Grupos Etários |
| -------------------------------------------- | -------------------------------------------- | -------------------------------------------- | -------------------------------------------- | -------------------------------------------- |
| Ano                                          | 0-14 Anos                                    | 15-24 Anos                                   | 25-64 Anos                                   | > 65 Anos                                    |
| 2001                                         | 661                                          | 667                                          | 2228                                         | 753                                          |
| 2011                                         | 550                                          | 470                                          | 2234                                         | 699                                          |
| 2021                                         | 468                                          | 439                                          | 2266                                         | 877                                          |

## Imagens

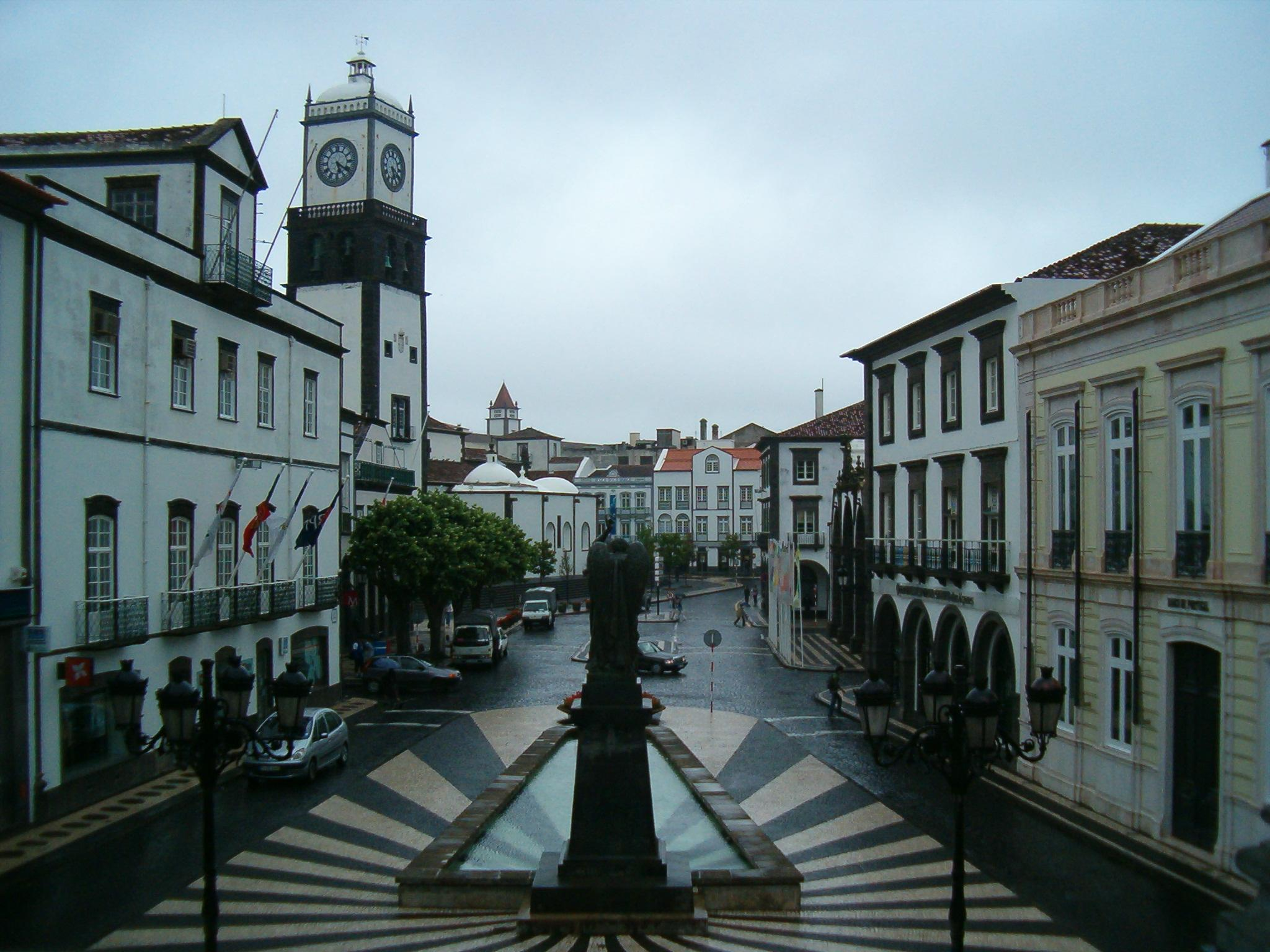
Largo dos Paços do Conselho
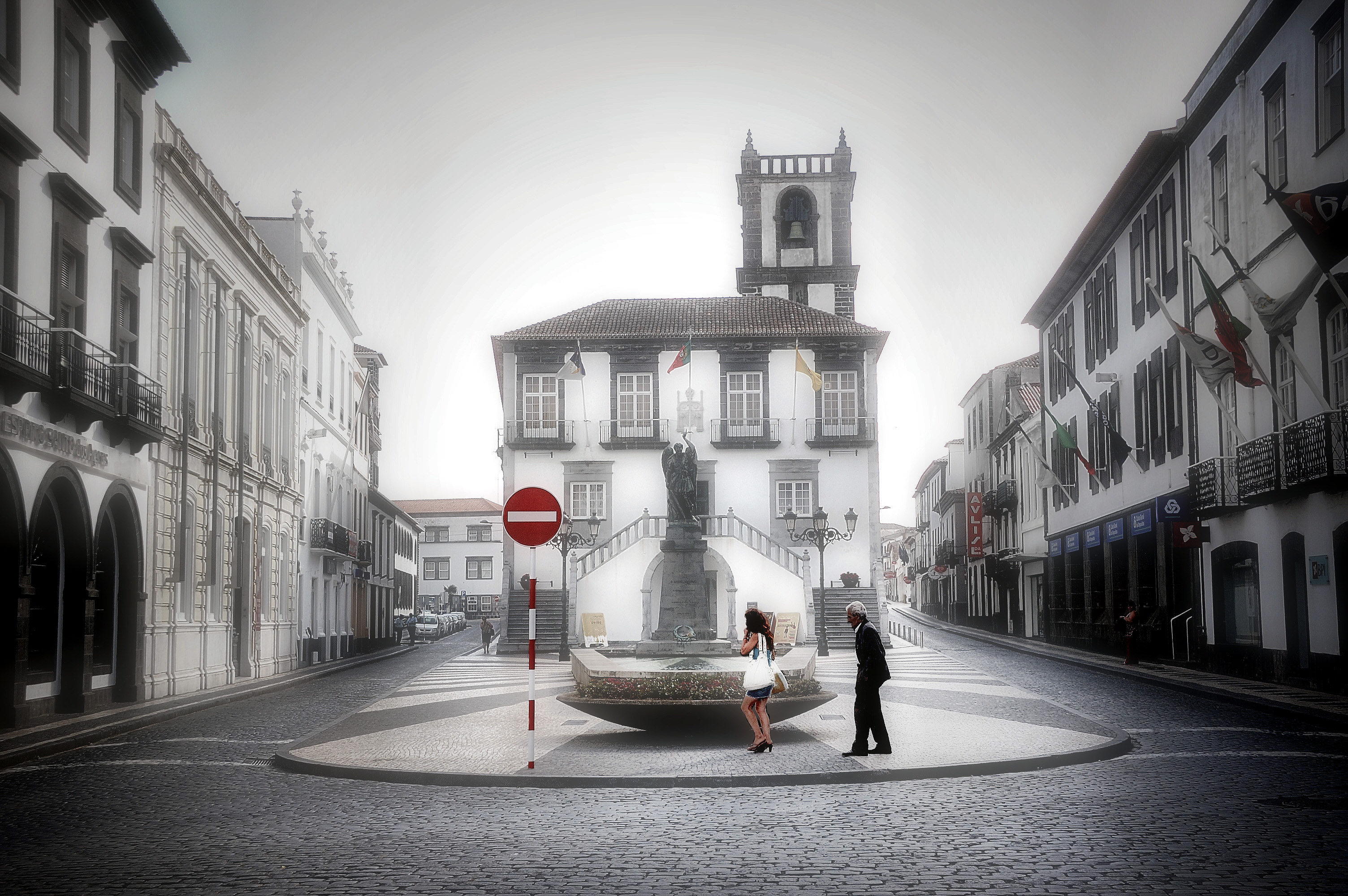
Câmara Municipal
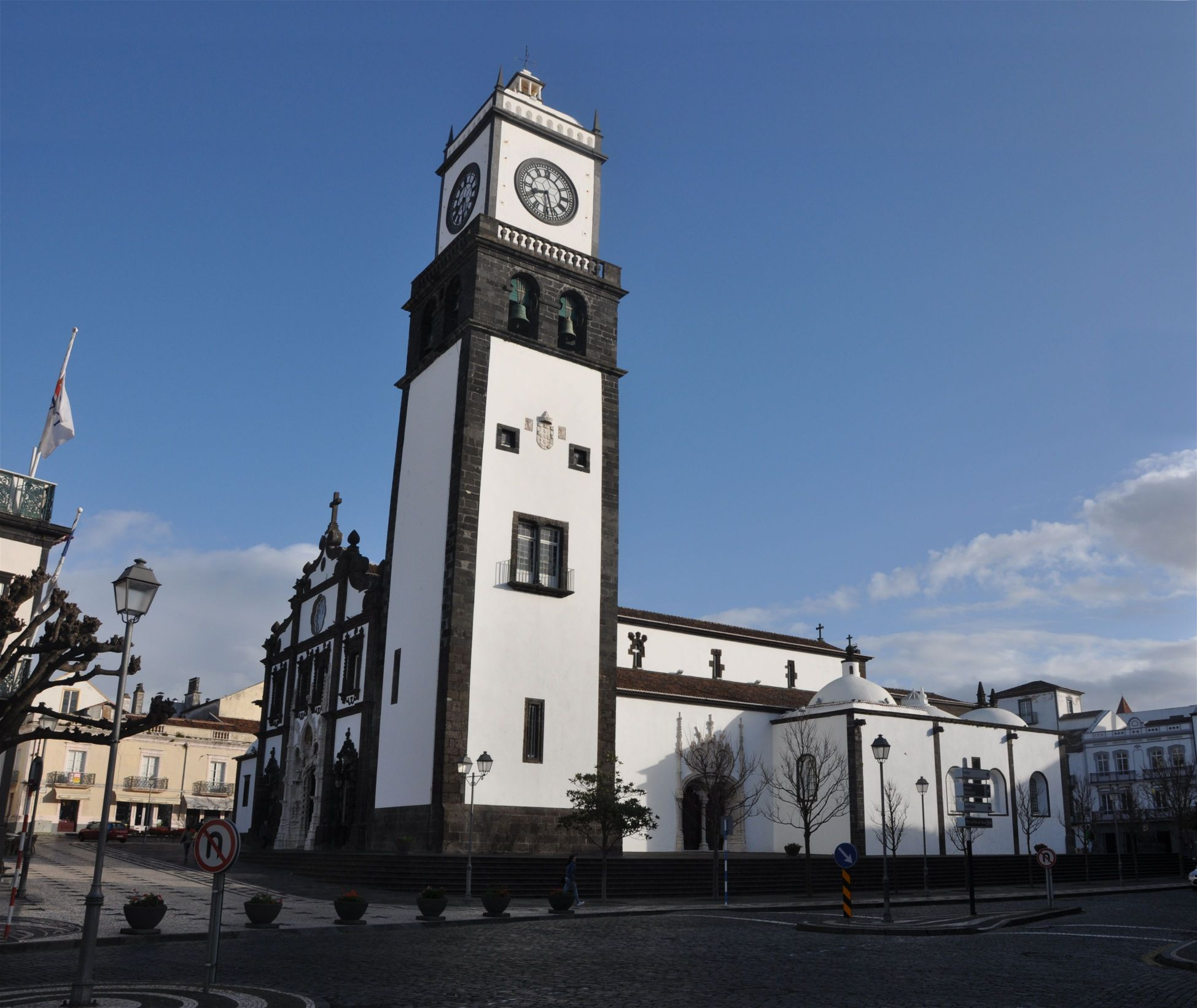
Igreja matriz de São Sebastião
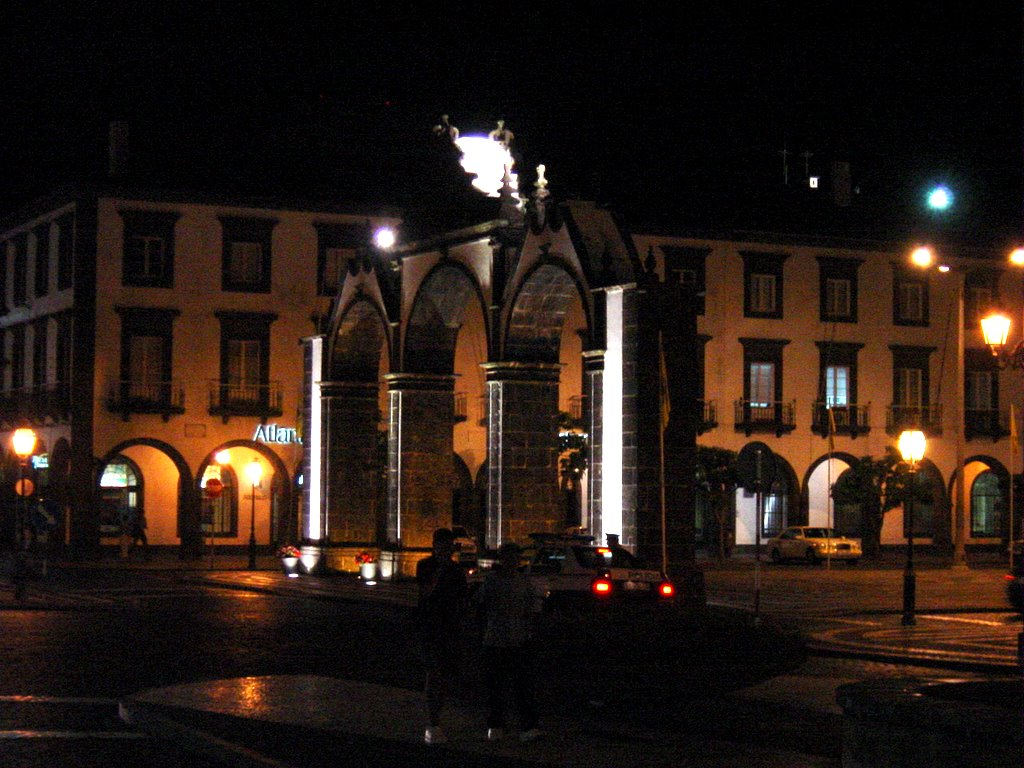
Portas da Cidade
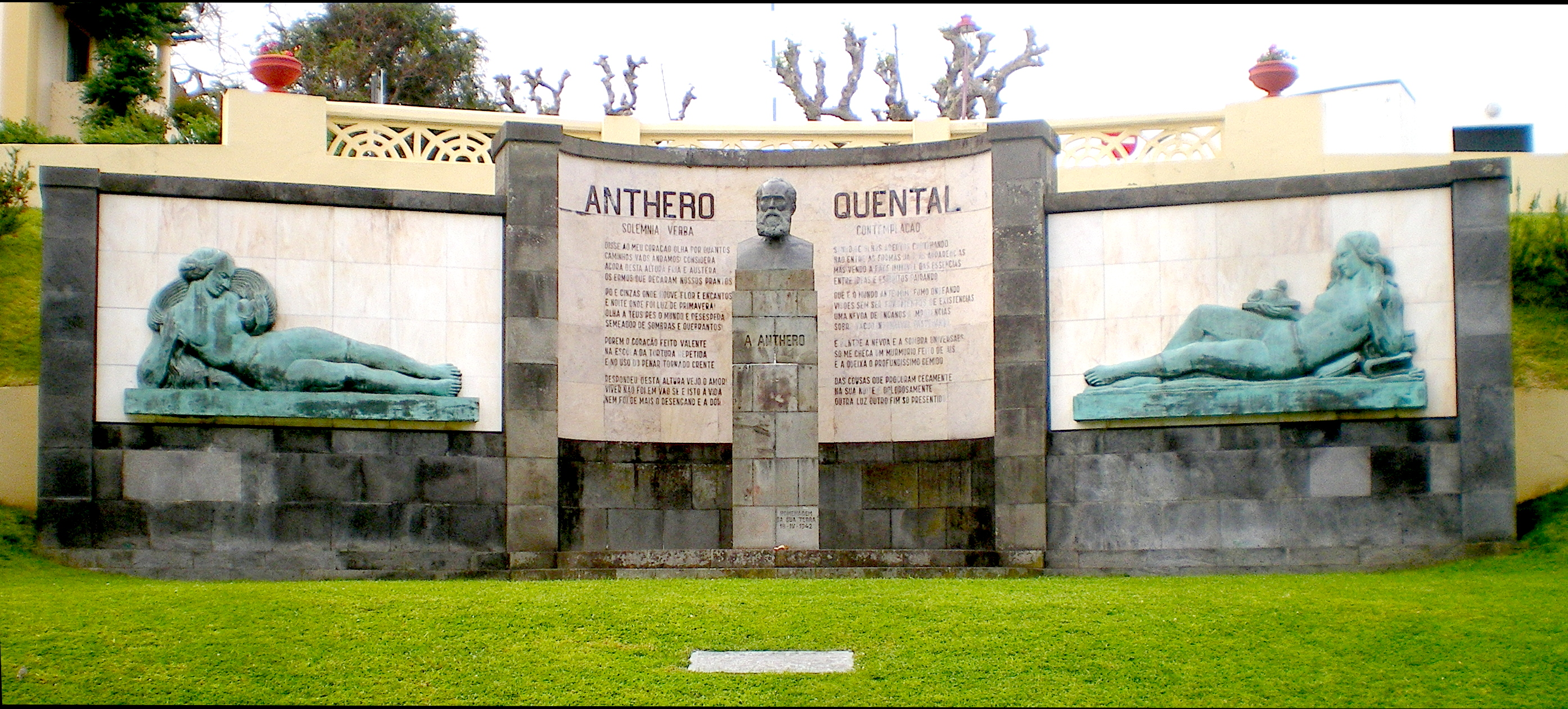
Antero de Quental